# Eleições legislativas portuguesas de 2024 no distrito de Vila Real
| Eleições legislativas portuguesas de 2024 Distritos: Aveiro \| Beja \| Braga \| Bragança \| Castelo Branco \| Coimbra \| Évora \| Faro \| Guarda \| Leiria \| Lisboa \| Portalegre \| Porto \| Santarém \| Setúbal \| Viana do Castelo \| Vila Real \| Viseu \| Açores \| Madeira \| Estrangeiro |

## Resultados por concelho
Os resultados nos concelhos do Distrito de Vila Real foram os seguintes:

### Alijó
| Partido                 | Partido                                  | Votos  | %               | +/-   |
| ----------------------- | ---------------------------------------- | ------ | --------------- | ----- |
|                         | Aliança Democrática (PPD/PSD-CDS-PP-PPM) | 2 311  | 36,22 / 100,00  | 2,48  |
|                         | Partido Socialista                       | 2 100  | 32,92 / 100,00  | 10,67 |
|                         | CHEGA                                    | 1 129  | 17,70 / 100,00  | 10,31 |
|                         | Bloco de Esquerda                        | 161    | 2,52 / 100,00   | 0,58  |
|                         | Alternativa Democrática Nacional         | 147    | 2,30 / 100,00   | -     |
|                         | Iniciativa Liberal                       | 117    | 1,83 / 100,00   | 0,14  |
|                         | Coligação Democrática Unitária (PCP-PEV) | 70     | 1,10 / 100,00   | 0,76  |
|                         | Outros (com menos de 1,00%)              | 169    | 2,65 / 100,00   |       |
| Votos Inválidos         | Votos Inválidos                          | 176    | 2,76 / 100,00   | 0,55  |
| Total                   | Total                                    | 6 380  | 100,00 / 100,00 |       |
| Eleitorado/Participação | Eleitorado/Participação                  | 11 027 | 57,86 / 100,00  | 5,37  |

| Freguesia                                            | %     | %     | %     | %    | %    | %    | %    | Votantes | Taxa de Participação |
| Freguesia                                            | AD    | PS    | CH    | BE   | ADN  | IL   | CDU  | Votantes | Taxa de Participação |
| ---------------------------------------------------- | ----- | ----- | ----- | ---- | ---- | ---- | ---- | -------- | -------------------- |
| Freguesia                                            |       |       |       |      |      |      |      | Votantes | Taxa de Participação |
| Alijó                                                | 36,49 | 30,88 | 18,99 | 2,70 | 2,30 | 2,43 | 1,01 | 1 480    | 61,08                |
| Carlão e Amieiro                                     | 33,96 | 37,74 | 11,32 | 3,50 | 4,51 | 1,35 | 1,62 | 371      | 47,69                |
| Castedo e Cotas                                      | 41,62 | 26,30 | 19,94 | 4,62 | 1,16 | 1,45 | 0,29 | 346      | 63,37                |
| Favaios                                              | 28,52 | 41,24 | 15,64 | 3,78 | 2,06 | 2,41 | 0,86 | 582      | 61,65                |
| Pegarinhos                                           | 40,83 | 34,40 | 11,93 | 2,75 | 1,38 | 0    | 4,59 | 218      | 44,40                |
| Pinhão                                               | 28,61 | 34,28 | 18,13 | 2,83 | 2,27 | 2,55 | 3,40 | 353      | 61,71                |
| Pópulo e Ribalonga                                   | 42,06 | 27,78 | 19,44 | 1,98 | 1,19 | 1,59 | 0,40 | 252      | 42,14                |
| Sanfins do Douro                                     | 37,14 | 33,42 | 19,38 | 1,99 | 2,48 | 1,37 | 0,62 | 805      | 62,31                |
| Santa Eugénia                                        | 36,07 | 41,55 | 10,50 | 1,83 | 3,20 | 1,37 | 0    | 219      | 63,29                |
| São Mamede de Ribatua                                | 31,88 | 39,51 | 11,72 | 1,36 | 2,72 | 1,91 | 2,45 | 367      | 59,48                |
| Vale de Mendiz, Casal de Loivos e Vilarinho de Cotas | 28,33 | 39,00 | 23,33 | 2,00 | 0,33 | 1,33 | 0,67 | 300      | 68,34                |
| Vila Chã                                             | 34,56 | 27,57 | 24,63 | 2,57 | 1,84 | 1,47 | 0    | 272      | 55,62                |
| Vila Verde                                           | 52,11 | 21,08 | 14,76 | 1,20 | 3,31 | 3,01 | 0,30 | 332      | 54,52                |
| Vilar de Maçada                                      | 39,75 | 28,78 | 20,50 | 1,45 | 2,69 | 1,04 | 0,62 | 483      | 54,70                |
| Alijó                                                | 36,22 | 32,92 | 17,70 | 2,52 | 2,30 | 1,83 | 1,10 | 6 380    | 57,86                |

### Boticas
| Partido                 | Partido                                  | Votos | %               | +/-  |
| ----------------------- | ---------------------------------------- | ----- | --------------- | ---- |
|                         | Aliança Democrática (PPD/PSD-CDS-PP-PPM) | 2 117 | 58,05 / 100,00  | 1,01 |
|                         | Partido Socialista                       | 728   | 19,96 / 100,00  | 9,29 |
|                         | CHEGA                                    | 430   | 11,79 / 100,00  | 7,33 |
|                         | Alternativa Democrática Nacional         | 98    | 2,69 / 100,00   | -    |
|                         | Coligação Democrática Unitária (PCP-PEV) | 45    | 1,23 / 100,00   | 0,70 |
|                         | Bloco de Esquerda                        | 40    | 1,10 / 100,00   | 0,35 |
|                         | Outros (com menos de 1,00%)              | 81    | 2,22 / 100,00   |      |
| Votos Inválidos         | Votos Inválidos                          | 108   | 2,96 / 100,00   | 0,70 |
| Total                   | Total                                    | 3 647 | 100,00 / 100,00 |      |
| Eleitorado/Participação | Eleitorado/Participação                  | 7 551 | 48,30 / 100,00  | 5,28 |

| Freguesia                           | %     | %     | %     | %    | %    | %    | Votantes | Taxa de Participação |
| Freguesia                           | AD    | PS    | CH    | ADN  | CDU  | BE   | Votantes | Taxa de Participação |
| ----------------------------------- | ----- | ----- | ----- | ---- | ---- | ---- | -------- | -------------------- |
| Freguesia                           |       |       |       |      |      |      | Votantes | Taxa de Participação |
| Alturas do Barroso e Cerdedo        | 65,10 | 17,45 | 8,72  | 3,69 | 1,01 | 0,67 | 298      | 41,62                |
| Ardãos e Bobadela                   | 49,85 | 19,34 | 18,73 | 3,63 | 0,91 | 1,21 | 331      | 39,22                |
| Beça                                | 69,54 | 14,22 | 7,33  | 1,44 | 0,72 | 0,86 | 696      | 60,57                |
| Boticas e Granja                    | 51,49 | 23,23 | 14,70 | 2,16 | 0,51 | 1,75 | 973      | 55,86                |
| Codessoso, Curros e Fiães do Tâmega | 72,77 | 10,80 | 9,86  | 1,41 | 0,47 | 0,47 | 213      | 49,53                |
| Covas do Barroso                    | 58,86 | 15,82 | 6,96  | 3,80 | 7,59 | 1,27 | 158      | 51,63                |
| Dornelas                            | 30,63 | 43,75 | 8,75  | 1,88 | 5,00 | 1,25 | 160      | 32,72                |
| Pinho                               | 47,11 | 23,97 | 19,83 | 4,55 | 0,83 | 0,83 | 242      | 41,87                |
| Sapiãos                             | 52,63 | 24,81 | 12,03 | 4,89 | 1,13 | 0,75 | 266      | 39,06                |
| Vilar e Viveiro                     | 71,61 | 14,52 | 7,10  | 2,58 | 0,97 | 0,65 | 310      | 50,32                |
| Boticas                             | 58,05 | 19,96 | 11,79 | 2,69 | 1,23 | 1,10 | 3 647    | 48,30                |

### Chaves
| Partido                 | Partido                                  | Votos  | %               | +/-   |
| ----------------------- | ---------------------------------------- | ------ | --------------- | ----- |
|                         | Aliança Democrática (PPD/PSD-CDS-PP-PPM) | 8 144  | 35,83 / 100,00  | 3,78  |
|                         | Partido Socialista                       | 6 563  | 28,87 / 100,00  | 12,70 |
|                         | CHEGA                                    | 4 728  | 20,80 / 100,00  | 11,95 |
|                         | Alternativa Democrática Nacional         | 612    | 2,69 / 100,00   | -     |
|                         | Bloco de Esquerda                        | 577    | 2,54 / 100,00   | 0,17  |
|                         | Iniciativa Liberal                       | 437    | 1,92 / 100,00   | 0,31  |
|                         | LIVRE                                    | 334    | 1,47 / 100,00   | 0,85  |
|                         | Coligação Democrática Unitária (PCP-PEV) | 321    | 1,41 / 100,00   | 0,45  |
|                         | Outros (com menos de 1,00%)              | 357    | 1,57 / 100,00   |       |
| Votos Inválidos         | Votos Inválidos                          | 659    | 2,90 / 100,00   | 0,87  |
| Total                   | Total                                    | 22 732 | 100,00 / 100,00 |       |
| Eleitorado/Participação | Eleitorado/Participação                  | 42 481 | 53,51 / 100,00  | 7,76  |

| Freguesia                              | %     | %     | %     | %    | %    | %    | %    | %    | Votantes | Taxa de Participação |
| Freguesia                              | AD    | PS    | CH    | ADN  | BE   | IL   | L    | CDU  | Votantes | Taxa de Participação |
| -------------------------------------- | ----- | ----- | ----- | ---- | ---- | ---- | ---- | ---- | -------- | -------------------- |
| Freguesia                              |       |       |       |      |      |      |      |      | Votantes | Taxa de Participação |
| Águas Frias                            | 36,53 | 29,02 | 21,24 | 3,37 | 2,07 | 0,78 | 0,26 | 1,30 | 386      | 50,00                |
| Anelhe                                 | 44,75 | 19,84 | 23,74 | 1,95 | 2,72 | 0,78 | 0,78 | 0,39 | 257      | 47,86                |
| Bustelo                                | 39,80 | 23,36 | 22,37 | 1,97 | 1,64 | 1,32 | 1,97 | 0,33 | 304      | 54,48                |
| Calvão e Soutelinho da Raia            | 30,67 | 38,24 | 15,13 | 2,94 | 4,62 | 0,84 | 0,42 | 1,26 | 238      | 34,64                |
| Cimo de Vila da Castanheira            | 28,91 | 39,34 | 19,43 | 3,32 | 1,90 | 0    | 0,47 | 0,47 | 211      | 43,51                |
| Curalha                                | 39,70 | 26,22 | 20,97 | 2,25 | 1,87 | 2,25 | 0,75 | 2,25 | 267      | 52,46                |
| Eiras, São Julião de Montenegro e Cela | 42,34 | 23,72 | 22,45 | 2,55 | 2,01 | 2,01 | 1,46 | 0,18 | 548      | 59,89                |
| Ervededo                               | 34,45 | 34,70 | 15,68 | 4,88 | 3,08 | 1,80 | 0,77 | 1,54 | 389      | 47,04                |
| Faiões                                 | 25,88 | 37,06 | 23,73 | 1,96 | 1,57 | 1,18 | 1,76 | 1,76 | 510      | 60,79                |
| Lama de Arcos                          | 37,86 | 34,47 | 10,68 | 0    | 2,91 | 1,94 | 2,43 | 0,49 | 206      | 52,96                |
| Loivos e Póvoa de Agrações             | 36,07 | 29,71 | 23,34 | 1,59 | 2,12 | 0,27 | 1,06 | 0,27 | 377      | 49,41                |
| Madalena e Samaiões                    | 36,21 | 29,52 | 19,55 | 2,57 | 1,99 | 1,86 | 1,35 | 2,06 | 1 555    | 53,69                |
| Mairos                                 | 49,35 | 26,62 | 8,44  | 2,60 | 4,55 | 1,30 | 1,30 | 1,30 | 154      | 49,68                |
| Moreiras                               | 53,19 | 16,31 | 17,73 | 4,26 | 2,84 | 0,71 | 1,42 | 0    | 141      | 52,22                |
| Nogueira da Montanha                   | 59,11 | 17,18 | 12,71 | 3,44 | 1,72 | 0,34 | 0    | 1,37 | 291      | 44,09                |
| Oura                                   | 41,31 | 21,64 | 25,57 | 3,61 | 1,31 | 1,31 | 0,66 | 0,98 | 305      | 51,87                |
| Outeiro Seco                           | 26,63 | 33,51 | 24,64 | 2,36 | 2,90 | 3,44 | 1,09 | 1,45 | 552      | 61,74                |
| Paradela                               | 44,30 | 18,79 | 24,83 | 0,67 | 1,34 | 0,67 | 0    | 1,34 | 149      | 61,07                |
| Planalto de Monforte                   | 41,10 | 27,61 | 20,86 | 3,68 | 0,61 | 0,61 | 1,23 | 1,23 | 163      | 46,44                |
| Redondelo                              | 25,27 | 37,72 | 27,05 | 2,49 | 1,42 | 0,36 | 1,42 | 0,36 | 281      | 48,36                |
| Sanfins                                | 55,96 | 15,60 | 12,84 | 3,67 | 2,75 | 0,92 | 0    | 1,83 | 109      | 37,98                |
| Santa Cruz/Trindade e Sanjurge         | 33,51 | 27,41 | 24,13 | 3,03 | 1,91 | 2,64 | 1,32 | 1,22 | 2 047    | 55,12                |
| Santa Leocádia                         | 47,06 | 21,57 | 21,57 | 2,61 | 1,31 | 1,96 | 0    | 0    | 153      | 44,74                |
| Santa Maria Maior                      | 34,82 | 29,60 | 19,31 | 2,18 | 3,38 | 2,31 | 2,40 | 1,80 | 6 545    | 55,48                |
| Santo António de Monforte              | 30,53 | 38,55 | 18,32 | 1,91 | 1,15 | 2,29 | 1,15 | 1,15 | 262      | 55,74                |
| Santo Estêvão                          | 34,35 | 29,59 | 25,17 | 3,40 | 0,34 | 0,68 | 1,70 | 0,68 | 294      | 46,89                |
| São Pedro de Agostém                   | 34,21 | 28,16 | 23,95 | 3,29 | 1,97 | 1,71 | 1,18 | 1,32 | 760      | 50,30                |
| São Vicente                            | 44,54 | 28,57 | 15,97 | 1,68 | 2,52 | 0    | 0    | 1,68 | 119      | 44,40                |
| Soutelo e Seara Velha                  | 49,70 | 21,82 | 13,94 | 3,64 | 2,12 | 0,91 | 1,82 | 1,21 | 330      | 52,46                |
| Travancas e Roriz                      | 34,25 | 41,34 | 15,35 | 2,36 | 1,97 | 0    | 0    | 2,36 | 254      | 43,64                |
| Tronco                                 | 40,71 | 32,74 | 19,47 | 4,42 | 0    | 0,88 | 0    | 0    | 113      | 39,10                |
| Vale de Anta                           | 33,13 | 26,55 | 24,05 | 3,19 | 4,29 | 2,59 | 1,30 | 1,50 | 1 002    | 64,94                |
| Vidago                                 | 36,03 | 32,48 | 20,14 | 2,47 | 1,97 | 1,28 | 0,79 | 1,38 | 1 013    | 52,65                |
| Vila Verde da Raia                     | 39,00 | 26,35 | 19,50 | 2,70 | 2,70 | 2,07 | 0,21 | 1,24 | 482      | 53,73                |
| Vilar de Nantes                        | 33,48 | 28,31 | 22,72 | 3,01 | 3,18 | 2,75 | 1,55 | 1,38 | 1 162    | 61,48                |
| Vilarelho da Raia                      | 35,58 | 26,92 | 26,92 | 2,88 | 1,28 | 0,64 | 0,96 | 1,60 | 312      | 45,35                |
| Vilas Boas                             | 45,19 | 14,42 | 28,85 | 1,92 | 0,96 | 1,92 | 0    | 1,92 | 104      | 45,61                |
| Vilela do Tâmega                       | 33,62 | 21,70 | 20,00 | 3,83 | 1,70 | 5,53 | 1,28 | 0,43 | 235      | 57,46                |
| Vilela Seca                            | 34,21 | 30,26 | 19,74 | 7,89 | 1,97 | 0    | 0    | 0,66 | 152      | 48,72                |
| Chaves                                 | 35,83 | 28,87 | 20,80 | 2,69 | 2,54 | 1,92 | 1,47 | 1,41 | 22 732   | 53,51                |

### Mesão Frio
| Partido                 | Partido                                  | Votos | %               | +/-   |
| ----------------------- | ---------------------------------------- | ----- | --------------- | ----- |
|                         | Partido Socialista                       | 745   | 36,61 / 100,00  | 17,00 |
|                         | Aliança Democrática (PPD/PSD-CDS-PP-PPM) | 671   | 32,97 / 100,00  | 1,17  |
|                         | CHEGA                                    | 328   | 16,12 / 100,00  | 11,10 |
|                         | Bloco de Esquerda                        | 57    | 2,80 / 100,00   | 0,34  |
|                         | Iniciativa Liberal                       | 45    | 2,21 / 100,00   | 0,59  |
|                         | Alternativa Democrática Nacional         | 42    | 2,06 / 100,00   | -     |
|                         | Pessoas–Animais–Natureza                 | 29    | 1,43 / 100,00   | 0,28  |
|                         | Coligação Democrática Unitária (PCP-PEV) | 25    | 1,23 / 100,00   | 0,18  |
|                         | Outros (com menos de 1,00%)              | 47    | 2,31 / 100,00   |       |
| Votos Inválidos         | Votos Inválidos                          | 46    | 2,26 / 100,00   | 0,64  |
| Total                   | Total                                    | 2 035 | 100,00 / 100,00 |       |
| Eleitorado/Participação | Eleitorado/Participação                  | 3 424 | 59,43 / 100,00  | 6,51  |

| Freguesia                | %     | %     | %     | %    | %    | %    | %    | %    | Votantes | Taxa de Participação |
| Freguesia                | PS    | AD    | CH    | BE   | IL   | ADN  | PAN  | CDU  | Votantes | Taxa de Participação |
| ------------------------ | ----- | ----- | ----- | ---- | ---- | ---- | ---- | ---- | -------- | -------------------- |
| Freguesia                |       |       |       |      |      |      |      |      | Votantes | Taxa de Participação |
| Barqueiros               | 49,32 | 19,26 | 18,24 | 3,38 | 2,03 | 1,35 | 2,36 | 1,01 | 296      | 59,08                |
| Cidadelhe                | 45,45 | 21,59 | 23,86 | 1,14 | 0    | 0    | 0    | 2,27 | 88       | 69,84                |
| Mesão Frio (Santo André) | 33,40 | 35,92 | 15,13 | 3,26 | 2,63 | 2,10 | 1,58 | 0,95 | 952      | 63,13                |
| Oliveira                 | 36,61 | 38,25 | 13,11 | 1,64 | 3,28 | 2,19 | 0,55 | 1,09 | 183      | 60,20                |
| Vila Marim               | 33,72 | 35,47 | 16,47 | 2,33 | 1,55 | 2,71 | 1,16 | 1,74 | 516      | 52,39                |
| Mesão Frio               | 36,61 | 32,97 | 16,12 | 2,80 | 2,21 | 2,06 | 1,43 | 1,23 | 2 035    | 59,43                |

### Mondim de Basto
| Partido                 | Partido                                  | Votos | %               | +/-   |
| ----------------------- | ---------------------------------------- | ----- | --------------- | ----- |
|                         | Aliança Democrática (PPD/PSD-CDS-PP-PPM) | 1 801 | 44,20 / 100,00  | 2,83  |
|                         | Partido Socialista                       | 1 119 | 27,46 / 100,00  | 11,06 |
|                         | CHEGA                                    | 632   | 15,51 / 100,00  | 10,12 |
|                         | Alternativa Democrática Nacional         | 118   | 2,90 / 100,00   | -     |
|                         | Bloco de Esquerda                        | 94    | 2,31 / 100,00   | 0,20  |
|                         | Coligação Democrática Unitária (PCP-PEV) | 70    | 1,72 / 100,00   | 0,04  |
|                         | Iniciativa Liberal                       | 58    | 1,42 / 100,00   | 0,64  |
|                         | LIVRE                                    | 53    | 1,30 / 100,00   | 1,06  |
|                         | Pessoas–Animais–Natureza                 | 41    | 1,01 / 100,00   | 0,20  |
|                         | Outros (com menos de 1,00%)              | 34    | 0,84 / 100,00   |       |
| Votos Inválidos         | Votos Inválidos                          | 55    | 1,35 / 100,00   | 0,21  |
| Total                   | Total                                    | 4 075 | 100,00 / 100,00 |       |
| Eleitorado/Participação | Eleitorado/Participação                  | 7 515 | 54,22 / 100,00  | 6,32  |

| Freguesia                        | %     | %     | %     | %    | %    | %    | %    | %    | %    | Votantes | Taxa de Participação |
| Freguesia                        | AD    | PS    | CH    | ADN  | BE   | CDU  | IL   | L    | PAN  | Votantes | Taxa de Participação |
| -------------------------------- | ----- | ----- | ----- | ---- | ---- | ---- | ---- | ---- | ---- | -------- | -------------------- |
| Freguesia                        |       |       |       |      |      |      |      |      |      | Votantes | Taxa de Participação |
| Atei                             | 37,77 | 34,25 | 17,58 | 3,21 | 1,68 | 1,53 | 0,61 | 1,07 | 0,61 | 654      | 54,77                |
| Bilhó                            | 54,05 | 19,59 | 14,86 | 3,04 | 1,35 | 1,69 | 0,68 | 1,35 | 1,01 | 296      | 50,77                |
| Campanhó e Paradança             | 52,14 | 20,00 | 15,24 | 3,10 | 1,90 | 2,38 | 0,71 | 0,71 | 1,19 | 420      | 45,90                |
| Ermelo e Pardelhas               | 42,74 | 29,46 | 19,50 | 3,32 | 1,24 | 1,24 | 0,41 | 0,83 | 0,41 | 241      | 42,28                |
| São Cristovão de Mondim de Basto | 42,28 | 28,48 | 14,13 | 2,51 | 2,95 | 1,96 | 2,13 | 1,75 | 1,31 | 1 833    | 59,30                |
| Vilar de Ferreiros               | 47,07 | 25,36 | 16,32 | 3,33 | 2,22 | 0,95 | 1,43 | 0,79 | 0,63 | 631      | 54,30                |
| Mondim de Basto                  | 44,20 | 27,46 | 15,51 | 2,90 | 2,31 | 1,72 | 1,42 | 1,30 | 1,01 | 4 075    | 54,22                |

### Montalegre
| Partido                 | Partido                                  | Votos  | %               | +/-   |
| ----------------------- | ---------------------------------------- | ------ | --------------- | ----- |
|                         | Aliança Democrática (PPD/PSD-CDS-PP-PPM) | 2 300  | 39,32 / 100,00  | 1,94  |
|                         | Partido Socialista                       | 2 133  | 36,47 / 100,00  | 10,27 |
|                         | CHEGA                                    | 774    | 13,23 / 100,00  | 8,22  |
|                         | Alternativa Democrática Nacional         | 164    | 2,80 / 100,00   | -     |
|                         | Bloco de Esquerda                        | 113    | 1,93 / 100,00   | 0,21  |
|                         | Iniciativa Liberal                       | 79     | 1,35 / 100,00   | 0,48  |
|                         | Outros (com menos de 1,00%)              | 163    | 2,80 / 100,00   |       |
| Votos Inválidos         | Votos Inválidos                          | 123    | 2,10 / 100,00   | 0,44  |
| Total                   | Total                                    | 5 849  | 100,00 / 100,00 |       |
| Eleitorado/Participação | Eleitorado/Participação                  | 13 099 | 44,65 / 100,00  | 3,53  |

| Freguesia                          | %     | %     | %     | %    | %    | %    | Votantes | Taxa de Participação |
| Freguesia                          | AD    | PS    | CH    | ADN  | BE   | IL   | Votantes | Taxa de Participação |
| ---------------------------------- | ----- | ----- | ----- | ---- | ---- | ---- | -------- | -------------------- |
| Freguesia                          |       |       |       |      |      |      | Votantes | Taxa de Participação |
| Cabril                             | 30,19 | 38,89 | 15,09 | 3,14 | 4,40 | 3,77 | 318      | 59,89                |
| Cambeses do Rio, Donões e Mourilhe | 35,93 | 38,92 | 17,37 | 1,20 | 1,20 | 2,40 | 167      | 28,69                |
| Cervos                             | 51,72 | 18,62 | 20,69 | 2,76 | 0    | 1,38 | 145      | 37,76                |
| Chã                                | 41,13 | 29,30 | 18,01 | 2,96 | 1,88 | 0,54 | 372      | 34,16                |
| Covelo do Gerês                    | 45,16 | 35,83 | 12,90 | 3,23 | 1,08 | 1,08 | 93       | 57,06                |
| Ferral                             | 32,29 | 45,31 | 11,98 | 2,08 | 3,13 | 1,56 | 192      | 55,01                |
| Gralhas                            | 32,03 | 44,53 | 6,25  | 7,03 | 1,56 | 1,56 | 128      | 43,24                |
| Meixedo e Padornelos               | 37,42 | 34,36 | 15,34 | 3,07 | 1,84 | 0    | 163      | 32,53                |
| Montalegre e Padroso               | 42,54 | 33,43 | 10,96 | 2,39 | 2,85 | 1,01 | 1 086    | 52,39                |
| Morgade                            | 48,48 | 26,52 | 16,67 | 3,79 | 0    | 0,76 | 132      | 45,83                |
| Negrões                            | 22,11 | 62,11 | 6,32  | 2,11 | 1,05 | 3,16 | 95       | 42,41                |
| Outeiro                            | 44,94 | 32,58 | 20,22 | 1,12 | 0    | 1,12 | 89       | 50,28                |
| Paradela, Contim e Fiães           | 37,93 | 37,36 | 10,92 | 2,30 | 5,75 | 0,57 | 174      | 34,66                |
| Pitões das Júnias                  | 22,64 | 57,55 | 9,43  | 3,77 | 0,94 | 3,77 | 106      | 39,41                |
| Reigoso                            | 42,86 | 36,26 | 6,59  | 7,69 | 3,30 | 0    | 91       | 40,09                |
| Salto                              | 39,48 | 37,10 | 14,51 | 2,02 | 1,19 | 1,07 | 841      | 55,37                |
| Santo André                        | 31,58 | 49,12 | 9,65  | 5,26 | 2,63 | 0    | 114      | 43,68                |
| Sarraquinhos                       | 48,20 | 19,42 | 20,14 | 7,19 | 0    | 0    | 139      | 32,71                |
| Sezelhe e Covelães                 | 41,67 | 36,31 | 11,31 | 1,79 | 0,60 | 1,19 | 168      | 43,19                |
| Solveira                           | 48,19 | 39,76 | 6,02  | 1,20 | 0    | 1,20 | 83       | 31,44                |
| Tourém                             | 38,75 | 41,25 | 10,00 | 0    | 1,25 | 5,00 | 80       | 50,63                |
| Venda Nova e Pondras               | 39,65 | 36,12 | 14,54 | 2,20 | 3,08 | 2,20 | 227      | 50,56                |
| Viade de Baixo e Fervidelas        | 40,14 | 31,83 | 15,44 | 3,09 | 1,43 | 1,66 | 421      | 46,31                |
| Vila da Ponte                      | 46,77 | 43,55 | 5,65  | 1,61 | 0,81 | 0    | 124      | 49,80                |
| Vilar de Perdizes e Meixide        | 33,55 | 45,85 | 10,96 | 3,65 | 1,00 | 1,33 | 301      | 36,66                |
| Montalegre                         | 39,32 | 36,47 | 13,23 | 2,80 | 1,93 | 1,35 | 5 849    | 44,65                |

### Murça
| Partido                 | Partido                                  | Votos | %               | +/-   |
| ----------------------- | ---------------------------------------- | ----- | --------------- | ----- |
|                         | Aliança Democrática (PPD/PSD-CDS-PP-PPM) | 1 370 | 41,74 / 100,00  | 4,00  |
|                         | Partido Socialista                       | 913   | 27,82 / 100,00  | 10,61 |
|                         | CHEGA                                    | 608   | 18,53 / 100,00  | 10,29 |
|                         | Alternativa Democrática Nacional         | 98    | 2,99 / 100,00   | -     |
|                         | Bloco de Esquerda                        | 58    | 1,77 / 100,00   | 0,36  |
|                         | Iniciativa Liberal                       | 53    | 1,61 / 100,00   | 0,85  |
|                         | Outros (com menos de 1,00%)              | 98    | 2,98 / 100,00   |       |
| Votos Inválidos         | Votos Inválidos                          | 84    | 2,56 / 100,00   | 0,67  |
| Total                   | Total                                    | 3 282 | 100,00 / 100,00 |       |
| Eleitorado/Participação | Eleitorado/Participação                  | 6 123 | 53,60 / 100,00  | 7,87  |

| Freguesia          | %     | %     | %     | %    | %    | %    | Votantes | Taxa de Participação |
| Freguesia          | AD    | PS    | CH    | ADN  | BE   | IL   | Votantes | Taxa de Participação |
| ------------------ | ----- | ----- | ----- | ---- | ---- | ---- | -------- | -------------------- |
| Freguesia          |       |       |       |      |      |      | Votantes | Taxa de Participação |
| Candedo            | 36,28 | 34,96 | 19,55 | 1,50 | 1,32 | 0,94 | 532      | 51,50                |
| Carva e Vilares    | 35,46 | 32,27 | 18,44 | 2,84 | 3,19 | 0,71 | 282      | 50,81                |
| Fiolhoso           | 46,64 | 26,47 | 15,97 | 3,78 | 1,68 | 1,68 | 238      | 37,60                |
| Jou                | 40,32 | 36,83 | 14,29 | 3,17 | 0,32 | 0,32 | 315      | 46,26                |
| Murça              | 43,65 | 23,89 | 18,76 | 3,20 | 2,35 | 2,94 | 1 189    | 62,12                |
| Noura e Palheiros  | 42,36 | 25,23 | 20,26 | 2,95 | 1,10 | 0,74 | 543      | 56,44                |
| Valongo de Milhais | 49,18 | 19,67 | 19,67 | 4,92 | 1,64 | 1,09 | 183      | 53,04                |
| Murça              | 41,74 | 27,82 | 18,53 | 2,99 | 1,77 | 1,61 | 3 282    | 53,60                |

### Peso da Régua
| Partido                 | Partido                                  | Votos  | %               | +/-   |
| ----------------------- | ---------------------------------------- | ------ | --------------- | ----- |
|                         | Partido Socialista                       | 2 894  | 34,83 / 100,00  | 12,15 |
|                         | Aliança Democrática (PPD/PSD-CDS-PP-PPM) | 2 746  | 33,05 / 100,00  | 2,81  |
|                         | CHEGA                                    | 1 466  | 17,64 / 100,00  | 11,11 |
|                         | Bloco de Esquerda                        | 238    | 2,86 / 100,00   | 0,07  |
|                         | Iniciativa Liberal                       | 203    | 2,44 / 100,00   | 0,53  |
|                         | Alternativa Democrática Nacional         | 202    | 2,43 / 100,00   | -     |
|                         | Coligação Democrática Unitária (PCP-PEV) | 166    | 2,00 / 100,00   | 0,69  |
|                         | LIVRE                                    | 100    | 1,20 / 100,00   | 0,77  |
|                         | Outros (com menos de 1,00%)              | 118    | 1,41 / 100,00   |       |
| Votos Inválidos         | Votos Inválidos                          | 176    | 2,12 / 100,00   | 0,53  |
| Total                   | Total                                    | 8 309  | 100,00 / 100,00 |       |
| Eleitorado/Participação | Eleitorado/Participação                  | 14 861 | 55,91 / 100,00  | 6,01  |

| Freguesia             | %     | %     | %     | %    | %    | %    | %    | %    | Votantes | Taxa de Participação |
| Freguesia             | PS    | AD    | CH    | BE   | IL   | ADN  | CDU  | L    | Votantes | Taxa de Participação |
| --------------------- | ----- | ----- | ----- | ---- | ---- | ---- | ---- | ---- | -------- | -------------------- |
| Freguesia             |       |       |       |      |      |      |      |      | Votantes | Taxa de Participação |
| Fontelas              | 38,02 | 29,48 | 15,43 | 3,86 | 3,31 | 3,31 | 1,65 | 0,55 | 363      | 57,99                |
| Galafura e Covelinhas | 22,64 | 38,21 | 26,18 | 1,18 | 2,83 | 5,42 | 1,18 | 0,24 | 424      | 46,19                |
| Loureiro              | 40,39 | 32,40 | 12,74 | 3,46 | 0,65 | 3,02 | 1,94 | 0,65 | 463      | 50,44                |
| Moura Morta e Vinhós  | 26,76 | 42,70 | 20,00 | 1,89 | 0,54 | 3,24 | 0,27 | 0,54 | 370      | 46,13                |
| Peso da Régua e Godim | 35,72 | 31,80 | 16,99 | 3,21 | 2,89 | 1,83 | 2,41 | 1,57 | 5 232    | 61,15                |
| Poiares e Canelas     | 32,74 | 34,35 | 21,35 | 1,12 | 1,77 | 2,89 | 1,28 | 0,48 | 623      | 48,18                |
| Sedielos              | 35,15 | 39,60 | 15,10 | 2,23 | 1,98 | 3,47 | 0,50 | 0,50 | 404      | 42,22                |
| Vilarinho dos Freires | 36,98 | 30,47 | 19,30 | 2,79 | 0,93 | 3,02 | 2,09 | 1,16 | 430      | 54,36                |
| Peso da Régua         | 34,83 | 33,05 | 17,64 | 2,86 | 2,44 | 2,43 | 2,00 | 1,20 | 8 309    | 55,91                |

### Ribeira da Pena
| Partido                 | Partido                                  | Votos | %               | +/-  |
| ----------------------- | ---------------------------------------- | ----- | --------------- | ---- |
|                         | Aliança Democrática (PPD/PSD-CDS-PP-PPM) | 1 537 | 41,13 / 100,00  | 1,42 |
|                         | Partido Socialista                       | 1 428 | 38,21 / 100,00  | 9,15 |
|                         | CHEGA                                    | 408   | 10,92 / 100,00  | 6,87 |
|                         | Bloco de Esquerda                        | 77    | 2,06 / 100,00   | 0,60 |
|                         | Alternativa Democrática Nacional         | 75    | 2,01 / 100,00   | -    |
|                         | Iniciativa Liberal                       | 40    | 1,07 / 100,00   | 0,20 |
|                         | Outros (com menos de 1,00%)              | 98    | 2,62 / 100,00   |      |
| Votos Inválidos         | Votos Inválidos                          | 74    | 1,98 / 100,00   | 0,96 |
| Total                   | Total                                    | 3 737 | 100,00 / 100,00 |      |
| Eleitorado/Participação | Eleitorado/Participação                  | 8 135 | 45,94 / 100,00  | 5,56 |

| Freguesia                              | %     | %     | %     | %    | %    | %    | Votantes | Taxa de Participação |
| Freguesia                              | AD    | PS    | CH    | BE   | ADN  | IL   | Votantes | Taxa de Participação |
| -------------------------------------- | ----- | ----- | ----- | ---- | ---- | ---- | -------- | -------------------- |
| Freguesia                              |       |       |       |      |      |      | Votantes | Taxa de Participação |
| Alvadia                                | 54,10 | 27,87 | 10,66 | 2,46 | 1,64 | 1,64 | 122      | 44,36                |
| Canedo                                 | 41,08 | 43,78 | 7,57  | 0,54 | 3,78 | 0    | 185      | 29,41                |
| Cerva e Limões                         | 40,52 | 35,67 | 11,72 | 2,46 | 2,53 | 1,37 | 1 382    | 50,96                |
| Salvador e Santo Aleixo de Além-Tâmega | 43,47 | 37,20 | 11,06 | 1,77 | 1,30 | 1,06 | 1 691    | 47,01                |
| Santa Marinha                          | 28,01 | 53,50 | 8,96  | 2,52 | 2,52 | 0,28 | 357      | 38,72                |
| Ribeira de Pena                        | 41,13 | 38,21 | 10,92 | 2,06 | 2,01 | 1,07 | 3 737    | 45,94                |

### Sabrosa
| Partido                 | Partido                                  | Votos | %               | +/-   |
| ----------------------- | ---------------------------------------- | ----- | --------------- | ----- |
|                         | Aliança Democrática (PPD/PSD-CDS-PP-PPM) | 1 309 | 36,42 / 100,00  | 0,65  |
|                         | Partido Socialista                       | 1 146 | 31,89 / 100,00  | 12,87 |
|                         | CHEGA                                    | 649   | 18,06 / 100,00  | 10,10 |
|                         | Alternativa Democrática Nacional         | 88    | 2,45 / 100,00   | -     |
|                         | Bloco de Esquerda                        | 74    | 2,06 / 100,00   | 0,58  |
|                         | Iniciativa Liberal                       | 71    | 1,98 / 100,00   | 0,17  |
|                         | Coligação Democrática Unitária (PCP-PEV) | 60    | 1,67 / 100,00   | 0,14  |
|                         | LIVRE                                    | 45    | 1,25 / 100,00   | 1,03  |
|                         | Outros (com menos de 1,00%)              | 47    | 1,31 / 100,00   |       |
| Votos Inválidos         | Votos Inválidos                          | 105   | 2,93 / 100,00   | 0,72  |
| Total                   | Total                                    | 3 594 | 100,00 / 100,00 |       |
| Eleitorado/Participação | Eleitorado/Participação                  | 6 108 | 58,84 / 100,00  | 6,73  |

| Freguesia                                            | %     | %     | %     | %    | %    | %    | %    | %    | Votantes | Taxa de Participação |
| Freguesia                                            | AD    | PS    | CH    | ADN  | BE   | IL   | CDU  | L    | Votantes | Taxa de Participação |
| ---------------------------------------------------- | ----- | ----- | ----- | ---- | ---- | ---- | ---- | ---- | -------- | -------------------- |
| Freguesia                                            |       |       |       |      |      |      |      |      | Votantes | Taxa de Participação |
| Celeirós                                             | 27,27 | 34,85 | 17,42 | 2,27 | 1,52 | 3,79 | 2,27 | 3,03 | 132      | 67,01                |
| Covas do Douro                                       | 37,25 | 36,47 | 15,29 | 1,18 | 3,53 | 1,18 | 1,18 | 1,18 | 255      | 65,22                |
| Gouvinhas                                            | 49,24 | 15,91 | 22,73 | 3,03 | 0,76 | 0    | 4,55 | 0    | 132      | 48,00                |
| Paços                                                | 35,26 | 26,45 | 23,68 | 2,27 | 3,27 | 3,02 | 1,26 | 0,76 | 397      | 53,58                |
| Parada do Pinhão                                     | 44,21 | 31,05 | 11,58 | 5,79 | 2,11 | 2,11 | 1,05 | 0    | 190      | 63,55                |
| Provesende, Gouvães do Douro e S. Cristóvão do Douro | 36,51 | 33,97 | 16,51 | 4,13 | 1,59 | 1,59 | 1,27 | 0,63 | 315      | 63,51                |
| Sabrosa                                              | 34,61 | 31,97 | 18,42 | 1,32 | 1,97 | 2,50 | 3,16 | 1,84 | 760      | 71,09                |
| São Lourenço de Ribapinhão                           | 34,98 | 35,96 | 19,70 | 1,97 | 0,99 | 0,49 | 0    | 1,97 | 203      | 49,88                |
| São Martinho de Anta e Paradela de Guiães            | 30,65 | 36,13 | 17,90 | 3,39 | 1,29 | 2,10 | 1,45 | 2,26 | 620      | 55,31                |
| Souto Maior                                          | 37,77 | 34,17 | 15,11 | 2,16 | 3,24 | 2,52 | 0,72 | 0,36 | 278      | 56,16                |
| Torre do Pinhão                                      | 57,76 | 18,63 | 16,15 | 1,24 | 2,48 | 0    | 0    | 0    | 161      | 44,60                |
| Vilarinho de São Romão                               | 34,44 | 33,11 | 19,87 | 1,32 | 1,32 | 1,32 | 1,32 | 0    | 151      | 58,98                |
| Sabrosa                                              | 36,42 | 31,89 | 18,06 | 2,45 | 2,06 | 1,98 | 1,67 | 1,25 | 3 594    | 58,84                |

### Santa Marta de Penaguião
| Partido                 | Partido                                  | Votos | %               | +/-   |
| ----------------------- | ---------------------------------------- | ----- | --------------- | ----- |
|                         | Partido Socialista                       | 1 561 | 39,48 / 100,00  | 12,36 |
|                         | Aliança Democrática (PPD/PSD-CDS-PP-PPM) | 1 320 | 33,38 / 100,00  | 0,75  |
|                         | CHEGA                                    | 616   | 15,58 / 100,00  | 9,47  |
|                         | Bloco de Esquerda                        | 99    | 2,50 / 100,00   | 0,66  |
|                         | Alternativa Democrática Nacional         | 76    | 1,92 / 100,00   | -     |
|                         | Iniciativa Liberal                       | 59    | 1,49 / 100,00   | 0,08  |
|                         | Coligação Democrática Unitária (PCP-PEV) | 52    | 1,32 / 100,00   | 0,04  |
|                         | Outros (com menos de 1,00%)              | 89    | 2,25 / 100,00   |       |
| Votos Inválidos         | Votos Inválidos                          | 82    | 2,07 / 100,00   | 0,28  |
| Total                   | Total                                    | 3 954 | 100,00 / 100,00 |       |
| Eleitorado/Participação | Eleitorado/Participação                  | 6 976 | 56,68 / 100,00  | 4,49  |

| Freguesia                | %     | %     | %     | %    | %    | %    | %    | Votantes | Taxa de Participação |
| Freguesia                | PS    | AD    | CH    | BE   | ADN  | IL   | CDU  | Votantes | Taxa de Participação |
| ------------------------ | ----- | ----- | ----- | ---- | ---- | ---- | ---- | -------- | -------------------- |
| Freguesia                |       |       |       |      |      |      |      | Votantes | Taxa de Participação |
| Alvações do Corgo        | 48,47 | 33,21 | 10,31 | 2,67 | 2,29 | 0    | 0,38 | 262      | 64,37                |
| Cumieira                 | 35,83 | 33,92 | 16,24 | 2,55 | 2,07 | 1,91 | 0,80 | 628      | 56,32                |
| Fontes                   | 42,56 | 32,33 | 13,49 | 2,09 | 2,09 | 2,79 | 0,93 | 430      | 47,30                |
| Lobrigos e Sanhoane      | 37,60 | 31,97 | 18,35 | 3,20 | 1,66 | 1,41 | 1,92 | 1 564    | 59,54                |
| Louredo e Fornelos       | 42,36 | 38,07 | 9,65  | 2,41 | 1,07 | 1,34 | 1,07 | 373      | 55,75                |
| Medrões                  | 40,47 | 30,77 | 17,39 | 1,34 | 3,68 | 0,67 | 1,34 | 299      | 63,35                |
| Sever                    | 39,95 | 36,93 | 13,57 | 1,01 | 1,76 | 1,51 | 1,01 | 398      | 51,22                |
| Santa Marta de Penaguião | 39,48 | 33,38 | 15,58 | 2,50 | 1,92 | 1,49 | 1,32 | 3 954    | 56,68                |

### Valpaços
| Partido                 | Partido                                  | Votos  | %               | +/-   |
| ----------------------- | ---------------------------------------- | ------ | --------------- | ----- |
|                         | Aliança Democrática (PPD/PSD-CDS-PP-PPM) | 4 867  | 52,72 / 100,00  | 1,39  |
|                         | Partido Socialista                       | 1 749  | 18,95 / 100,00  | 10,46 |
|                         | CHEGA                                    | 1 522  | 16,49 / 100,00  | 6,91  |
|                         | Alternativa Democrática Nacional         | 272    | 2,95 / 100,00   | -     |
|                         | Iniciativa Liberal                       | 116    | 1,26 / 100,00   | 0,19  |
|                         | Bloco de Esquerda                        | 116    | 1,26 / 100,00   | 0,25  |
|                         | Outros (com menos de 1,00%)              | 289    | 3,14 / 100,00   |       |
| Votos Inválidos         | Votos Inválidos                          | 300    | 3,25 / 100,00   | 0,71  |
| Total                   | Total                                    | 9 231  | 100,00 / 100,00 |       |
| Eleitorado/Participação | Eleitorado/Participação                  | 18 338 | 50,34 / 100,00  | 7,25  |

| Freguesia                        | %     | %     | %     | %    | %    | %    | Votantes | Taxa de Participação |
| Freguesia                        | AD    | PS    | CH    | ADN  | IL   | BE   | Votantes | Taxa de Participação |
| -------------------------------- | ----- | ----- | ----- | ---- | ---- | ---- | -------- | -------------------- |
| Freguesia                        |       |       |       |      |      |      | Votantes | Taxa de Participação |
| Água Revés e Crasto              | 52,08 | 18,23 | 19,27 | 5,73 | 1,56 | 0,52 | 192      | 55,81                |
| Algeriz                          | 58,47 | 21,93 | 3,32  | 3,65 | 1,00 | 1,33 | 301      | 51,54                |
| Bouçoães                         | 51,91 | 19,67 | 13,11 | 6,01 | 1,64 | 1,64 | 183      | 38,28                |
| Canaveses                        | 71,43 | 6,02  | 15,79 | 1,50 | 1,50 | 0,75 | 133      | 51,15                |
| Carrazedo de Montenegro e Curros | 53,92 | 13,15 | 20,80 | 2,61 | 1,03 | 1,49 | 1 072    | 53,76                |
| Ervões                           | 48,93 | 17,74 | 11,93 | 3,36 | 0,92 | 2,14 | 327      | 47,46                |
| Fornos do Pinhal                 | 77,89 | 14,07 | 2,01  | 1,01 | 0,50 | 1,01 | 199      | 62,58                |
| Friões                           | 61,51 | 17,03 | 10,73 | 4,10 | 0,63 | 0,63 | 317      | 46,14                |
| Lebução, Fiães e Nozelos         | 48,51 | 22,32 | 22,02 | 1,19 | 0,60 | 0,60 | 336      | 42,42                |
| Padrela e Tazem                  | 53,09 | 20,62 | 9,28  | 6,19 | 1,03 | 0,52 | 194      | 45,01                |
| Possacos                         | 50,00 | 26,56 | 17,58 | 2,73 | 0,39 | 0    | 256      | 56,51                |
| Rio Torto                        | 64,00 | 18,50 | 11,50 | 1,50 | 1,00 | 0    | 200      | 53,48                |
| Santa Maria de Emeres            | 50,50 | 22,00 | 11,50 | 7,00 | 0,50 | 0,50 | 200      | 64,31                |
| Santa Valha                      | 59,91 | 14,62 | 13,21 | 4,72 | 2,36 | 0,94 | 212      | 51,33                |
| Santiago da Ribeira de Alhariz   | 70,13 | 7,79  | 12,34 | 3,27 | 0,65 | 0    | 308      | 38,64                |
| São João da Corveira             | 50,14 | 27,48 | 13,88 | 2,27 | 1,70 | 0,57 | 353      | 47,57                |
| São Pedro de Veiga de Lila       | 51,83 | 26,22 | 12,20 | 3,05 | 0,61 | 1,83 | 164      | 54,30                |
| Serapicos                        | 57,52 | 13,73 | 17,65 | 6,54 | 0    | 0    | 153      | 54,26                |
| Sonim e Barreiros                | 47,39 | 19,28 | 19,28 | 2,01 | 0,80 | 2,01 | 249      | 50,82                |
| Tinhela e Alvarelhos             | 56,63 | 11,45 | 17,47 | 3,61 | 0,60 | 1,81 | 166      | 42,35                |
| Vales                            | 60,84 | 23,08 | 6,99  | 3,50 | 0,70 | 1,40 | 143      | 56,30                |
| Valpaços e Sanfins               | 45,12 | 22,01 | 19,67 | 2,30 | 1,99 | 1,76 | 2 613    | 50,45                |
| Vassal                           | 59,75 | 17,84 | 12,86 | 4,56 | 0,83 | 1,24 | 241      | 48,88                |
| Veiga de Lila                    | 74,03 | 9,39  | 12,71 | 1,10 | 0,55 | 0,55 | 181      | 73,88                |
| Vilarandelo                      | 44,80 | 20,07 | 24,16 | 1,86 | 1,30 | 1,67 | 538      | 52,03                |
| Valpaços                         | 52,72 | 18,95 | 16,49 | 2,92 | 1,26 | 1,26 | 9 231    | 50,34                |

### Vila Pouca de Aguiar
| Partido                 | Partido                                  | Votos  | %               | +/-   |
| ----------------------- | ---------------------------------------- | ------ | --------------- | ----- |
|                         | Aliança Democrática (PPD/PSD-CDS-PP-PPM) | 3 224  | 41,87 / 100,00  | 0,64  |
|                         | Partido Socialista                       | 2 363  | 30,69 / 100,00  | 12,14 |
|                         | CHEGA                                    | 1 091  | 14,17 / 100,00  | 8,16  |
|                         | Alternativa Democrática Nacional         | 200    | 2,60 / 100,00   | -     |
|                         | Bloco de Esquerda                        | 140    | 1,82 / 100,00   | 0,20  |
|                         | Iniciativa Liberal                       | 136    | 1,77 / 100,00   | 0,34  |
|                         | Coligação Democrática Unitária (PCP-PEV) | 120    | 1,56 / 100,00   | 0,10  |
|                         | Outros (com menos de 1,00%)              | 192    | 2,49 / 100,00   |       |
| Votos Inválidos         | Votos Inválidos                          | 234    | 3,04 / 100,00   | 0,97  |
| Total                   | Total                                    | 7 700  | 100,00 / 100,00 |       |
| Eleitorado/Participação | Eleitorado/Participação                  | 13 705 | 56,18 / 100,00  | 7,65  |

| Freguesia                       | %     | %     | %     | %    | %    | %    | %    | Votantes | Taxa de Participação |
| Freguesia                       | AD    | PS    | CH    | ADN  | BE   | IL   | CDU  | Votantes | Taxa de Participação |
| ------------------------------- | ----- | ----- | ----- | ---- | ---- | ---- | ---- | -------- | -------------------- |
| Freguesia                       |       |       |       |      |      |      |      | Votantes | Taxa de Participação |
| Alfarela de Jales               | 43,64 | 27,27 | 16,82 | 4,55 | 1,82 | 0    | 0,91 | 220      | 50,46                |
| Alvão                           | 47,19 | 24,39 | 12,11 | 2,63 | 0,88 | 0,88 | 1,58 | 570      | 51,03                |
| Bornes de Aguiar                | 38,89 | 30,35 | 17,08 | 2,82 | 1,91 | 2,24 | 1,16 | 1 206    | 55,91                |
| Bragado                         | 48,21 | 31,60 | 13,68 | 2,28 | 0,98 | 1,63 | 0,33 | 307      | 52,84                |
| Capeludos                       | 48,22 | 24,51 | 15,81 | 3,56 | 1,58 | 1,19 | 0,40 | 253      | 51,74                |
| Pensalvos e Parada de Monteiros | 41,71 | 34,86 | 8,57  | 2,29 | 3,43 | 0,57 | 3,43 | 175      | 45,81                |
| Sabroso de Aguiar               | 38,27 | 31,27 | 17,79 | 1,62 | 2,43 | 0,54 | 1,08 | 371      | 56,55                |
| Soutelo de Aguiar               | 32,46 | 43,72 | 11,26 | 2,36 | 1,31 | 2,09 | 2,62 | 382      | 52,76                |
| Telões                          | 46,88 | 26,81 | 15,67 | 1,22 | 1,84 | 1,71 | 0,98 | 817      | 53,93                |
| Tresminas                       | 49,59 | 25,00 | 11,07 | 5,74 | 0    | 0    | 4,51 | 244      | 54,59                |
| Valoura                         | 50,67 | 27,35 | 11,21 | 2,24 | 2,69 | 1,35 | 0    | 223      | 56,03                |
| Vila Pouca de Aguiar            | 39,63 | 35,00 | 11,06 | 1,97 | 2,17 | 2,91 | 2,12 | 2 026    | 64,03                |
| Vreia de Bornes                 | 48,53 | 17,96 | 17,43 | 5,09 | 1,88 | 1,61 | 0,54 | 373      | 55,26                |
| Vreia de Jales                  | 33,77 | 33,40 | 19,51 | 3,38 | 1,69 | 0,56 | 1,69 | 533      | 55,29                |
| Vila Pouca de Aguiar            | 41,87 | 30,69 | 14,17 | 2,60 | 1,82 | 1,77 | 1,56 | 7 700    | 56,18                |

### Vila Real
| Partido                 | Partido                                  | Votos  | %               | +/-   |
| ----------------------- | ---------------------------------------- | ------ | --------------- | ----- |
|                         | Aliança Democrática (PPD/PSD-CDS-PP-PPM) | 12 323 | 37,88 / 100,00  | 2,41  |
|                         | Partido Socialista                       | 9 212  | 28,32 / 100,00  | 11,74 |
|                         | CHEGA                                    | 5 651  | 17,37 / 100,00  | 10,13 |
|                         | Bloco de Esquerda                        | 1 021  | 3,14 / 100,00   | 0,02  |
|                         | Iniciativa Liberal                       | 941    | 2,89 / 100,00   | 0,21  |
|                         | Alternativa Democrática Nacional         | 766    | 2,35 / 100,00   | -     |
|                         | LIVRE                                    | 678    | 2,08 / 100,00   | 1,25  |
|                         | Coligação Democrática Unitária (PCP-PEV) | 500    | 1,54 / 100,00   | 0,38  |
|                         | Pessoas–Animais–Natureza                 | 393    | 1,21 / 100,00   | 0,16  |
|                         | Outros (com menos de 1,00%)              | 228    | 0,71 / 100,00   |       |
| Votos Inválidos         | Votos Inválidos                          | 818    | 2,51 / 100,00   | 0,64  |
| Total                   | Total                                    | 32 531 | 100,00 / 100,00 |       |
| Eleitorado/Participação | Eleitorado/Participação                  | 49 324 | 65,95 / 100,00  | 7,02  |

| Freguesia                      | %     | %     | %     | %    | %    | %    | %    | %    | %    | Votantes | Taxa de Participação |
| Freguesia                      | AD    | PS    | CH    | BE   | IL   | ADN  | L    | CDU  | PAN  | Votantes | Taxa de Participação |
| ------------------------------ | ----- | ----- | ----- | ---- | ---- | ---- | ---- | ---- | ---- | -------- | -------------------- |
| Freguesia                      |       |       |       |      |      |      |      |      |      | Votantes | Taxa de Participação |
| Abaças                         | 34,84 | 30,87 | 20,94 | 1,99 | 2,53 | 2,35 | 1,08 | 2,71 | 0,90 | 554      | 51,53                |
| Adoufe e Vilarinho de Samardã  | 35,47 | 25,99 | 23,73 | 2,75 | 1,53 | 2,39 | 2,26 | 1,47 | 1,04 | 1 635    | 58,88                |
| Andrães                        | 38,42 | 22,44 | 23,05 | 2,56 | 2,15 | 3,79 | 1,64 | 0,61 | 1,23 | 976      | 61,38                |
| Arroios                        | 40,29 | 24,54 | 16,93 | 2,89 | 3,81 | 2,49 | 2,49 | 1,18 | 1,57 | 762      | 73,62                |
| Borbela e Lamas de Olo         | 39,02 | 25,92 | 20,03 | 3,03 | 2,15 | 2,45 | 1,86 | 1,28 | 1,16 | 1 717    | 64,74                |
| Campeã                         | 46,57 | 25,73 | 14,20 | 1,75 | 1,28 | 3,03 | 1,16 | 1,05 | 1,28 | 859      | 55,35                |
| Constantim e Vale de Nogueiras | 41,88 | 21,37 | 22,22 | 1,79 | 3,50 | 1,88 | 1,54 | 1,37 | 1,11 | 1 170    | 63,24                |
| Folhadela                      | 34,85 | 32,00 | 15,25 | 3,85 | 2,49 | 2,85 | 1,07 | 2,78 | 1,71 | 1 403    | 70,40                |
| Guiães                         | 40,75 | 14,34 | 32,08 | 2,64 | 1,89 | 4,15 | 0,38 | 1,51 | 0    | 265      | 44,39                |
| Lordelo                        | 33,93 | 30,42 | 16,99 | 4,21 | 3,94 | 2,48 | 2,10 | 1,73 | 1,29 | 1 854    | 66,91                |
| Mateus                         | 39,67 | 26,89 | 16,42 | 3,22 | 3,95 | 2,06 | 2,32 | 1,59 | 0,94 | 2 332    | 75,27                |
| Mondrões                       | 38,96 | 31,01 | 17,21 | 2,44 | 2,44 | 2,11 | 1,14 | 0,65 | 1,14 | 616      | 65,67                |
| Mouçós e Lamares               | 38,68 | 25,17 | 19,93 | 2,62 | 2,58 | 3,85 | 1,27 | 1,49 | 0,83 | 2 288    | 65,58                |
| Nogueira e Ermida              | 34,46 | 32,96 | 22,03 | 1,32 | 1,13 | 3,20 | 1,13 | 0,94 | 0,56 | 531      | 62,40                |
| Parada de Cunhos               | 30,78 | 33,21 | 18,72 | 3,51 | 1,98 | 2,70 | 2,07 | 1,71 | 1,35 | 1 111    | 67,42                |
| Pena, Quintã e Vila Cova       | 48,32 | 18,81 | 18,61 | 1,39 | 0,59 | 4,55 | 0,99 | 1,39 | 0,59 | 505      | 56,24                |
| São Tomé do Castelo e Justes   | 42,26 | 25,94 | 18,55 | 2,65 | 1,12 | 1,67 | 0,56 | 0,84 | 1,12 | 717      | 54,20                |
| Torgueda                       | 32,57 | 37,49 | 15,92 | 2,83 | 1,78 | 2,41 | 2,20 | 0,52 | 0,94 | 955      | 61,89                |
| Vila Marim                     | 37,51 | 29,64 | 16,74 | 3,20 | 1,46 | 3,66 | 1,74 | 1,28 | 0,91 | 1 093    | 65,21                |
| Vila Real                      | 37,89 | 29,87 | 14,49 | 3,64 | 3,68 | 1,58 | 2,83 | 1,73 | 1,42 | 11 188   | 70,07                |
| Vila Real                      | 37,88 | 28,32 | 17,37 | 3,14 | 2,89 | 2,35 | 2,08 | 1,54 | 1,21 | 32 531   | 65,95                |

## Lista de Deputados Eleitos
A lista apresentada é conforme a aplicação do Método D'Hondt:
| N.º | Nome                                      | Partido | Partido            | Partido                       | Quociente |
| --- | ----------------------------------------- | ------- | ------------------ | ----------------------------- | --------- |
| 1   | Amílcar Rodrigues Alves Castro de Almeida |         |                    | Aliança Democrática (PPD/PSD) | 46040     |
| 2   | Fátima Liliana Fontes Correia Pinto       |         | Partido Socialista | Partido Socialista            | 34654     |
| 3   | António Alberto Pires Aguiar Machado      |         |                    | Aliança Democrática (PPD/PSD) | 23020     |
| 4   | Maria Manuela Pereira Tender              |         | CHEGA              | CHEGA                         | 20032     |
| 5   | Carlos Manuel Gomes Matos da Silva        |         | Partido Socialista | Partido Socialista            | 17327     |